# Les Études Classiques
Les Études Classiques. Revue trimestrielle de recherche et d’enseignement früher mit dem Untertitel Revue trimestrielle d’enseignement et de pédagogie ist eine traditionsreiche belgische Fachzeitschrift auf dem Gebiet der klassischen Altertumswissenschaften.
Les Études Classiques wird von der Société des études classiques in Brüssel herausgegeben. Begründet wurde sie 1932 von J. van Ooteghem. Zum Beirat der Zeitschrift gehörte zeitweilig auch der bekannte deutsche Altphilologe Michael von Albrecht. Publikationssprache ist Französisch. Neben Aufsätzen werden auch Rezensionen veröffentlicht.